# 크로마뇽인

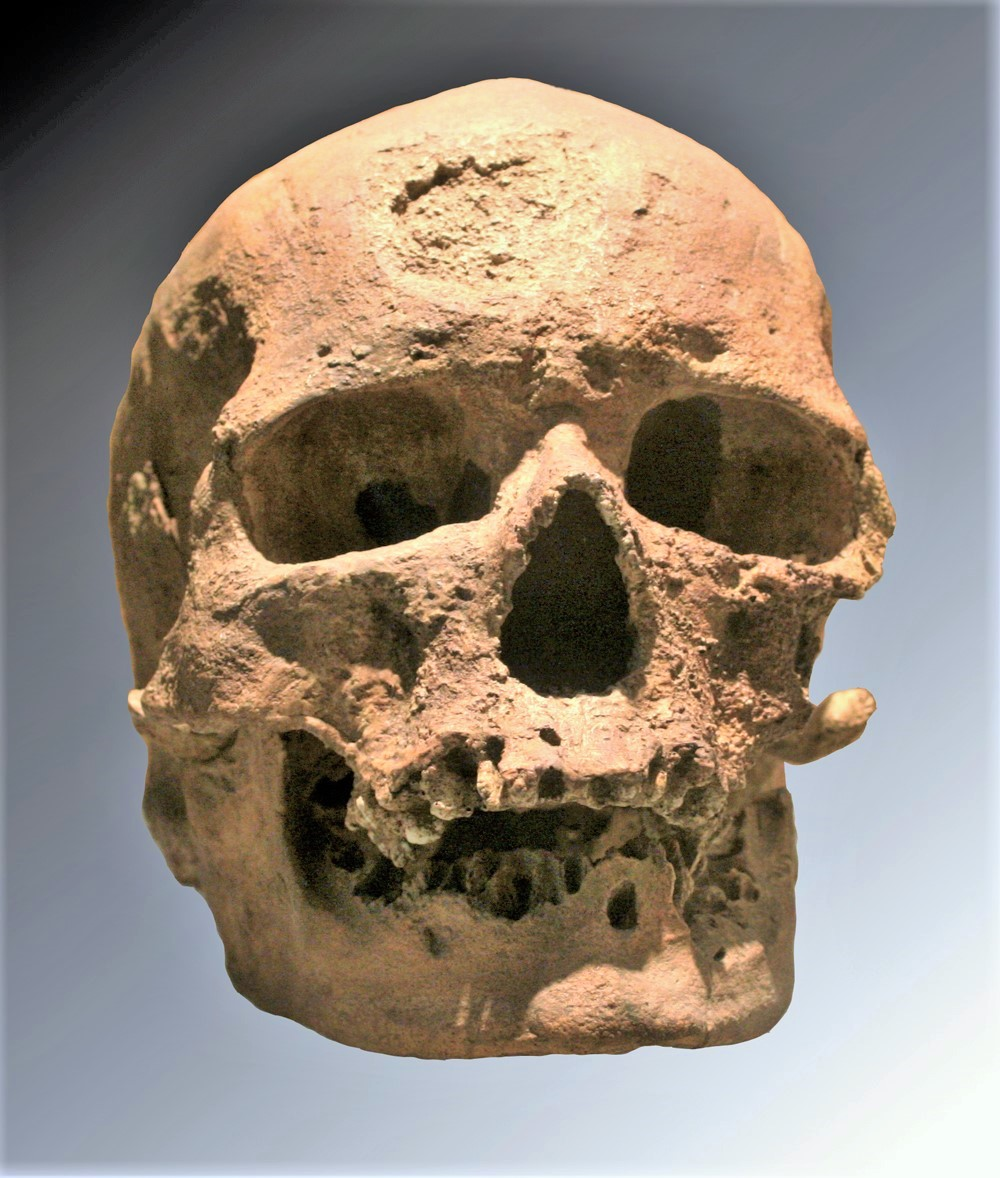
크로마뇽인 두개골

크로마뇽인(프랑스어: Cro-Magnon)은 구석기 시대 나타난 유럽 최초의 현생 인류(호모 사피엔스) 집단이다. 1868년 관련 유적이 최초로 발견된 프랑스 남서부의 크로마뇽 동굴의 이름을 따 지어졌다.
유럽에 최초로 현생 인류 집단이 정착한 것은 현재로부터 약 5~6만 년 전 후기 구석기 시대 초로 추정된다. 이들은 서아시아를 통해 유입되어 토착의 네안데르탈인과 공존하고 상호 작용했다. 네안데르탈인은 현재로부터 40,000~35,000년 전 절멸했으며, 이 첫번째 현생 인류 집단 또한 현대 유럽인에게 유전적 영향을 남기지 않고 사라진 것으로 보인다. 그러나 37,000년 전 들어온 두번째 현생 인류는 단일한 창시자 집단을 형성하는 데 성공했고, 이로부터 크로마뇽인이 유래하여 현대 유럽인에게도 혈통의 흔적이 남아있다. 크로마뇽인은 후기 구석기 문화를 만들어냈는데, 처음 만들어낸 주요 문화는 오리냐크 문화이고 현재로부터 30,000년 전에는 그라베트 문화가 그 뒤를 이었다. 그라베트 문화는 21,000년 전 정점을 찍은 최종 빙기의 심각한 기후 악화로 인해 동부에서는 에피그라베트 문화, 서쪽에서는 솔뤼트레 문화로 분화되었다. 20,000년 전 유럽이 온난해지면서 솔뤼트레 문화는 마그달렌 문화로 발전했고, 이 관련 인구가 유럽에 다시 퍼졌다. 이 구석기 시대 문화들은 최종 빙기가 끝나고 대형 사냥감들이 멸종하면서 중석기 시대로 대체되었으며, 중석기 시대부터 유럽에는 다양한 인구 집단이 이주해 오기 시작한다.

## 발굴

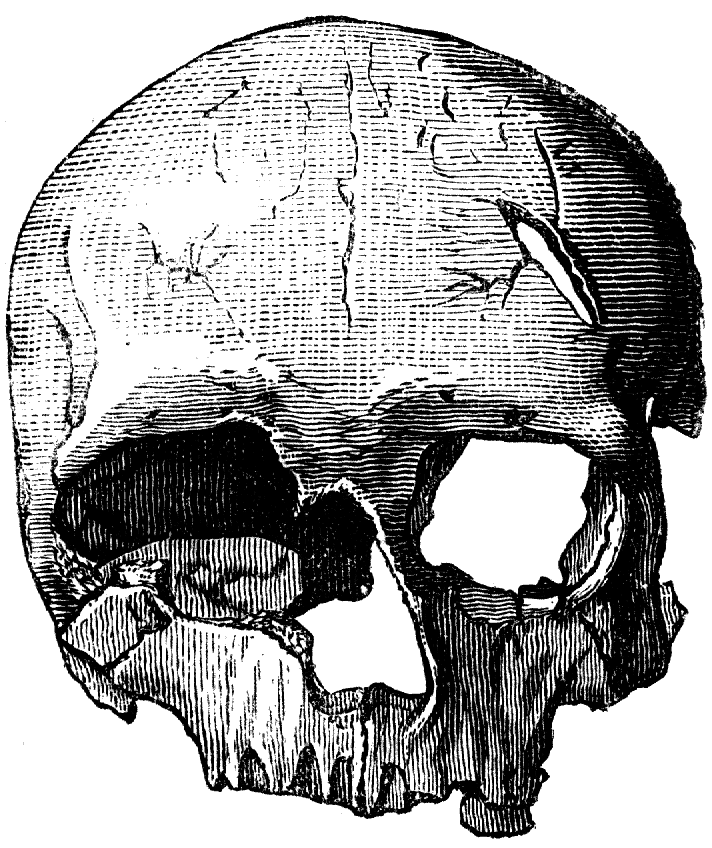
여성

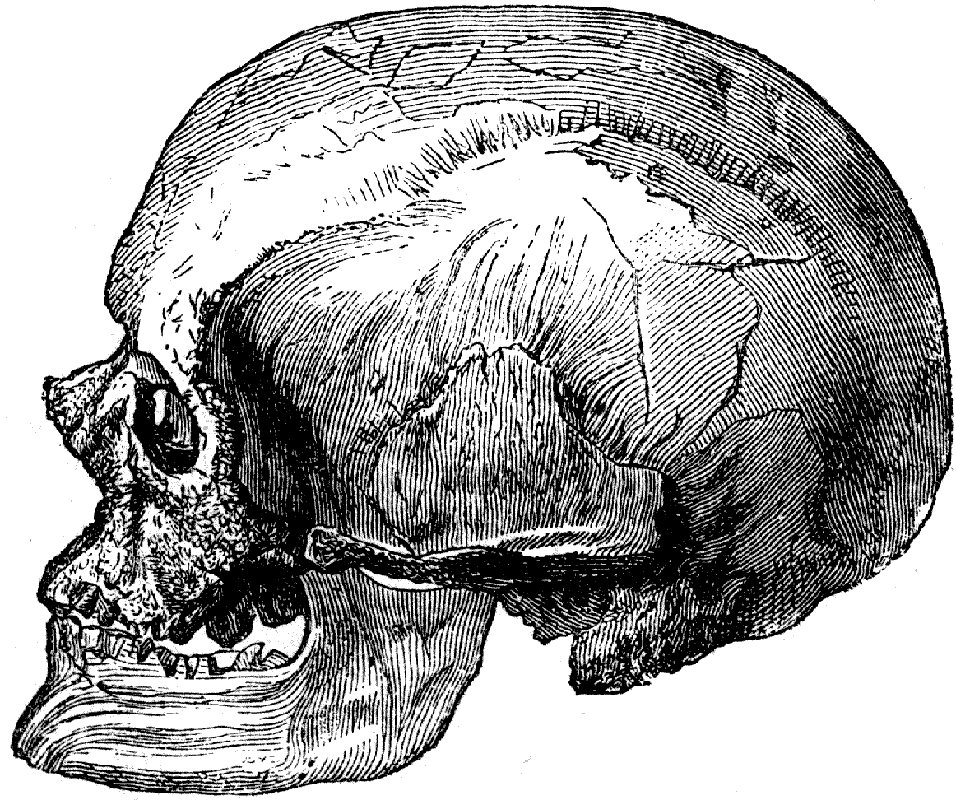
남성

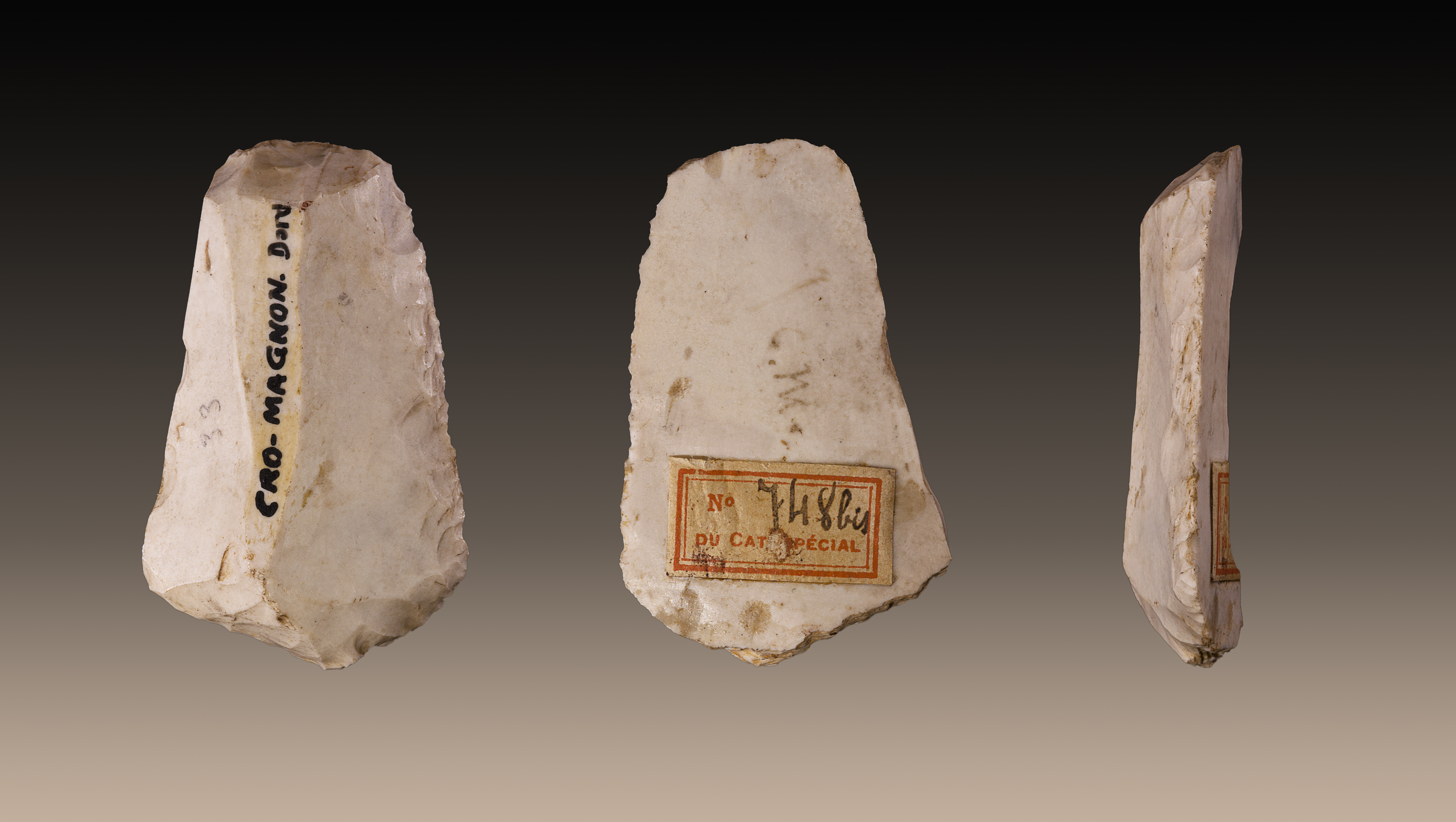
Scraper Cro-Magnon - Collection "Louis Lartet" - Museum of Toulouse.

지질학자 루이 라테가 처음으로 1868년 3월 크로마뇽 동굴지구에서 발견했다. 동굴에는 화석을 보호하는 역할을 하던 바위들이 주위에 있었다고 한다. 이 종을 크로마뇽 1이라 명명했다. 두개골은 이마가 높이 나오고 골이 얇은 형태이며 지금의 인류 생김새와 상당히 유사하다. 프랑스에서 발견된 이후로 다른 유럽 국가와 중동국가에서도 해당 유골이 발견되기 시작했다.
유골 주변에는 귀걸이 또는 목걸이 용도로 추정되는 동물 이빨이나 조개류가 놓여 있어 유골이 의도적으로 매장됐는지에 대한 의구심을 불러왔다. 만약 이와 같은 사실이 인정되면 당시에도 제사라는 의식을 갖고 있었다는 것이 증명될 수 있다.
크로마뇽인은 네안데르탈인과 접촉이 있었을 것으로 추정된다. 네안데르탈인은 프랑스 지역과 레바논·시리아 등지에서도 15,000년 이상 존속했지만 크로마뇽인이 살던 지역에서는 머지 않아 멸종됐다. 그 요인 중 하나가 크로마뇽인 것으로 보고 있다.. 크로마뇽인의 투척용 창이 네안데르탈인들을 물리쳤다는 주장이다.
쇼베 동굴의 벽화와 빌렌도르프의 비너스는 크로마뇽인과 관련이 있다. 이는 크로마뇽인이 사냥감의 번성과 성공적인 사냥을 기원하는 주술적인 감정을 가지고 있었음을 보여주는 것이다.  